# Everyday Life (canção)
"Everyday Life" é uma canção da banda britânica de rock alternativo Coldplay, sendo o terceiro single de seu oitavo álbum de estúdio, Everyday Life (2019). Foi lançado em 3 de novembro de 2019 e aparece em Sunset, o segundo lado de Everyday Life. A canção foi escrita pelos membros da banda e produzida pelo The Dream Team.

## Performances ao vivo
A canção teve sua estreia mundial no episódio de 2 de novembro de 2019 do Saturday Night Live da NBC, que foi apresentado por Kristen Stewart.

## Recepção da crítica
Rob Arcand, da revista Spin, chamou a canção de um retorno à velha forma, afirmando que "[é] um retorno sincero ao tipo de balada exuberante em que a banda construiu sua reputação, com magníficos elementos de produção e performance que dá peso ao tipo de música ampla, universalista e arena-rock presentes nas letras".

## Desempenho nas tabelas musicais
| Tabela musical (2019–2020)                              | Melhor posição |
| ------------------------------------------------------- | -------------- |
| Austrália (ARIA Digital Tracks)                         | 38             |
| Bélgica (Ultratip Bubbling Under de Flandres)           | 18             |
| Escócia (Scottish Singles Chart)                        | 54             |
| Estados Unidos (Billboard Hot Rock & Alternative Songs) | 14             |
| Hungria (Single Top 40)                                 | 28             |
| Lituânia (AGATA)                                        | 98             |
| Países Baixos (Dutch Top 40)                            | 25             |
| Reino Unido (Singles Downloads Chart)                   | 58             |
| Suíça (Schweizer Hitparade)                             | 43             |